# مجدي القصبجي
مجدي القصبجي (1955 - ) هو مجدي صلاح الدين والمشهور بـ مجدي القصبجي ممثل مصري. وخبير استشاري بالسفارة الإيطالية، تعود شهرته نظراً لقرابته للممثل الراحل رياض القصبجي الشاويش عطية من فرع الابن الأكبر.

## مولده ونشأته
مواليد 19 نوفمبر 1955 في شارع مصر والسودان حى الوايلي _ القاهرة.

## تحليل لأحداث حياته
عمل في بداية حياته العملية بالشرطة بوزارة الداخلية، ونظراً لحبه واهتمامه المبكر بالتمثيل قام بالاستقالة للتفرغ للتمثيل ودراستة ولكنه لم يلق النجاح الذي تمناه. لذلك قرر السفر للخارج وعلى وجه التحديد في إيطاليا وقام بالدراسة في معهد دى بيزانو بمدين جويدونيا أحد ضواحي روما.

## عودته للتمثيل
وجاءت عودته للفن بمحض الصدفة، حيث كان يعيش في إيطاليا مع زوجته وابنته جويا التي دخلت الفن أيضاً وشاركت في فيلم علاقات خطرة. وقرروا العودة إلى مصر، بسبب تعيين زوجته في السفارة الإيطالية بالقاهرة، وجاءت عودته إلى الفن على يد الفنان الراحل خالد صالح، حيث شاهده في شركة إنتاج سينمائي، وأكد له أنه وجهه يصلح للسينما.

## بعض أفلامه
شارك في أفلام عديدة منها: نابليون، الكيف، استغائة من العالم الآخر، جبروت امرأة، النساء.

## بعض مسلسلاته
أبو العلاء البشري، إعلان عن قانون الضرائب الجديد، مسلسل موعد مع الوحوش، مسلسل اللص والكتاب.